# 卢汉斯克市镇
卢甘斯克市级市镇（羅馬化：Luhanska miska hromada）是乌克兰卢甘斯克州卢甘斯克区的一个名义上的市镇，行政中心为卢甘斯克。该市镇成立于2020年6月12日。
该市镇的区域现在被俄罗斯非法占领。

## 聚居点
该市镇包括两个城市（卢甘斯克、亞歷山德里夫斯克）、一个市级镇（卡捷琳尼夫卡）、23个村庄和4个乡村居民点。23个村庄列表如下：
- 米科拉伊夫卡
- 布爾恰克-米哈伊利夫卡
- 洛巴切韋
- 蘇霍迪爾
- 韋塞拉霍拉
- 奧博茲內
- 潘基夫卡
- 普里維特內
- 斯維特萊
- 赫里斯托韋
- 茨維特尼皮斯基
- 若夫泰
- 克魯塔霍拉
- 新塞利夫卡
- 薩比夫卡
- 澤姆利亞內
- 利曼
- 拉伊夫卡
- 斯圖卡洛瓦巴爾卡
- 希什科韋
- 韋塞拉塔拉西夫卡
- 海奧韋
- 羅茲基什內